# Ватарасе
Ватарасе (яп. 渡良瀬川 ватарасэ-гава) — река в Японии в регионе Канто на острове Хонсю, приток реки Тоне. Протекает по территории префектур Тотиги, Гумма, Ибараки и Сайтама.
Исток реки находится между горами Сукай (яп. 皇海山) и Косин (яп. 庚申山), на территории города Никко. В верховьях Ватарасе течёт на юго-запад, в неё впадают реки Нитамотосава (яп. 仁田元沢), Кудзосава (яп. 久蔵沢) и Микоути (яп. 神子内川). Ниже Омама (яп. 大間々) она поворачивает на юго-восток, выходит на равнину Канто и протекает через города Кирю, Асикага и Сано. Река протекает через водохранилище Ватарасе-Юсуити и впадает в Тоне на границе городов Кога и Кадзо.
Длина реки составляет 107 км, территория её бассейна — 2621 км².
В XX веке крупные наводнения происходили в 1902, 1910, 1913, 1938, 1947, 1948, 1949, 1958, 1959 и 1966 годах.